# Crisis financiera de la Comercial Mexicana

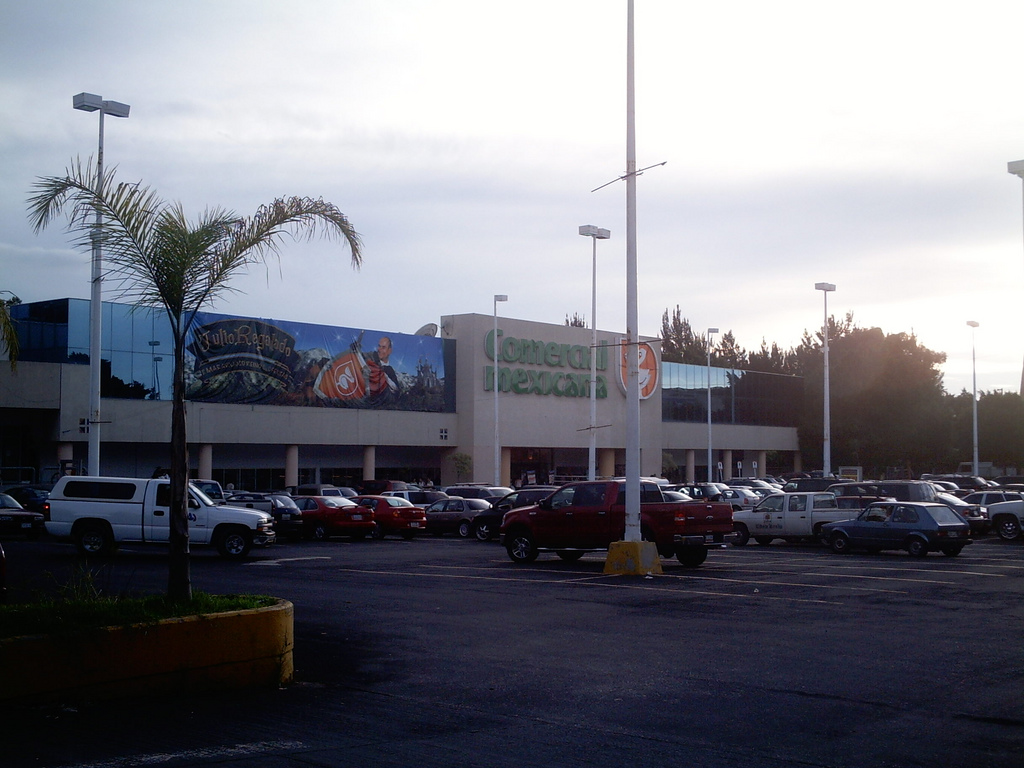
Foto del estacionamiento de un establecimiento de una Comercial Mexicana, ubicado en Zamora, Michoacán

La crisis financiera de la Comercial Mexicana empezó en el 2008 ya que se especuló con instrumentos derivados sin atender las reglas corporativas y además utilizó los instrumentos para obtener beneficios con base en el comportamiento de los precios de los subyacentes, asumiendo un mayor riesgo; con el fin de recuperar la inversión provocada por la llegada de las tiendas Auchan, de Francia. La mayor consecuencia de esta crisis fue la venta masiva de entes comerciales; la conclusión de grandes alianzas y la escisión legal de la empresa en dos entes distintos.

## Orígenes
Las tiendas Auchan habían llegado a México acompañados por Comercial Mexicana. En sus inicios, Auchan había instalado 5 sucursales, 2 de ellas en la Ciudad de México, 2 en el Estado de México y 1 en Puebla. Sin embargo, la competencia de Carrefour, Chedraui y la naciente competencia de Walmart provocó que Auchan se retirara del mercado; por lo que Comercial Mexicana compró sus cinco inmuebles por 53.7 millones de pesos. Desde un tiempo anterior, Comercial Mexicana comenzó a operar derivados de tipo mark to market; los cuales eran benignos para Comerci. La Controladora Comercial Mexicana apostó a un fortalecimiento (apreciación) del peso comprando deuda monetizada en dólar. Sin embargo, para octubre del 2008 no ocurrió de esta manera, ya que el peso experimento una caída de poco más del 10%; dejando a la “Comer” con un incremento de deuda de 1,080 mdd. Este monto fue informado a la Bolsa Mexicana de Valores el 30 de septiembre de 2008 y al público accionista de la compañía el 07 de octubre de 2008; la compañía reportó pasivos totales aproximados por 2 mil millones de dólares.

## Acciones de salvado

### Primera acción
La Comer solicitó considerarse en concurso mercantil, pidiendo en la primera etapa una “re estructuración de deuda, inyección de recursos por parte de accionistas, concesiones de los proveedores, suspensión de intereses momentáneamente” además de la detención de embargo en las demandas que pedía recursos en ese momento. En un primer instante no se le concedió el concurso mercantil debido a que la deuda se creía que era mayor a los 80 millones de pesos que la Comercial Mexicana pensaba que debía; aunque después, los inversionistas, proveedores y poseedores de deuda de la empresa aceptaron detener sus movimientos y empezar a negociar, ya que si no se procedía de esta manera la Comercial Mexicana debía declararse en quiebra y muchos perderían dinero invertido en esta empresa. Una de las razones por las que la “Comer” asumió tal riesgo fue debido a que en 2007 reportaron utilidades de 260 mdp por derivados, es decir el 7.4% de sus utilidades antes del pago de interés, impuestos, amortización y depreciación (EBITDA) por sus siglas en inglés. La empresa obtenía utilidades extras en el mercado apostándole al peso frente al dólar (casi hasta el doble) y su problema ético que enfrentaron es que el director de Administración y Finanzas, Francisco Martínez de la Vega, junto con el tesorero realizaban transacciones de derivados, especulando en estos, pero sin tomar la aprobación del director general, Santiago García, ni mucho menos del consejo de administración.
Fue así que mediante negociaciones, amparos y pequeñas promesas, la Comercial Mexicana absorbía los casi 140 millones de deuda diarios. El error ético que presentaron fue comprar tiempo, evitando despidos, cierres de sucursales y la escasez de productos. Este conflicto se alargó hasta diciembre del 2008 y fue en esta fecha que varios bancos citados entablaron una demanda mercantil contra esta empresa. Fue gracias a la ayuda del abogado Salvador Rocha Díaz, que se logró un acuerdo verbal de “stand still” (que es como un paro indefinido de las demandas en contra de la Comercial Mexicana) esto fue de gran ayuda, ya que lograron aplazar estos procesos hasta marzo del 2009. En el 2010 la Comercial presentó un plan de pagos divididos en tres partes. La primera parte establecía una deuda de 940 mdd a pagarse en 8 años, la segunda tenía que ver con una venta de activos de 520 mdd a más tardar en 6 años y por último fue dar a sus acreedores acciones por una cantidad de 75 mdd, otorgándoles un derecho de canje por capital social de la firma. Los conflictos entre la empresa y los acreedores fue la diferencia del monto de deuda, puesto que la Comercial Mexicana reconocía solamente 1,010 millones de los 2,100 millones que solicitaban los acreedores. Hablando del precio de la acción este cayó 56%, pasando de los 15.40 pesos por título a 6.75 pesos.

### Segunda acción
Comercial Mexicana decidió tomar tres decisiones financieras, basadas en la deuda que contraía y en decisiones de negocios que se tomaron en los reportes financieros.
1. Desde el 1991, Comercial Mexicana se había aliado con Costco Wholesale Corporation para traer su formato en México. Sin embargo, debido a la falta de fondos para pagar la deuda, Controladora Comerci anunció la venta de su fragmento de participación de la filial mexicana a su contraparte estadounidense, por un monto de 12,791 millones de pesos mexicanos.[6]
2. Controladora Comerci decide vender sus Restaurantes California, junto a Beer Factory, a Grupo Gigante y a Tok's Restaurantes, S.A., por un monto de $1,061 millones de pesos más un excedente de caja mínima calculado a 40 millones de pesos. De las 68 unidades que operaba: Toks compró 58, Comerci transfirió 12 a otros restaurantes, salvó el restaurante Jajalpa y cerró dos sucursales que rentaba. Los nueve inmuebles que tenía Restaurantes California, incluyendo Jajalpa, pasarían a ser propiedad de Inmobiliaria Comerci; la cual a su vez rentaría 34 plazas a Toks por máximo 15 años.[7]
3. Desde 2012, y hasta el final del tercer trimestre del 2015 (de julio a septiembre), Comerci detectó que solo tres formatos de tienda daban reportes positivos en cuanto a estados financieros: Sumesa, City Market y Fresko (este último, creado hacía apenas en 5 años atrás). Otros formatos, como Bodega, AlPrecio y Mega, daban respuestas en forma irregular.[8] El 02 de julio de 2015 se aprobó internamente escindir (“dividir”, en términos legales) en dos compañías a Controladora Comerci. .[9] El 28 de enero de 2015, Comercial informa a través de un comunicado la venta de sus formatos Tienda, Bodega, Mega y AlPrecio. Sin embargo, excluye de la lista tres formatos conocidos como City Market, Fresko y Sumesa.[10]

Como parte del proceso de compra-venta, Soriana compraría cuatro formatos de Comerci (de las que forman Tiendas CM, Bodegas, Megas y tiendas Al Precio) por 45 millones de pesos a través de una Oferta Pública de Adquisición; la compra misma incluye la campaña “Julio Regalado”, la cual proporcionaba descuentos amplios por nueve semanas. Durante la transición, Soriana obtendría una autorización de uso temporal de la marca Comercial Mexicana en el mismo lapso mientras logra invertir para convertir los inmuebles a sus formatos; al terminar, devolvería las marcas comerciales. La nueva entidad, conocida comercialmente como “Grupo La Comer”, conservaría City Market, Fresko y Sumesa.
Sin embargo, la Comisión Federal de Competencia Económica condicionó la concentración en compra-venta de Soriana y Comercial Mexicana, al descubrir 27 mercados que se perjudicarían con la presencia de Soriana, sin determinar cuáles; por lo que condicionó a Soriana a no comprar las 27 tiendas o venderlas en un futuro próximo, en caso de adquirirlas. Por ende, Soriana y La Comer fueron informadas de la restricción condicionada de la compra-venta, por lo que determinaron que Grupo La Comer conserve catorce tiendas y sean trece las elegidas a vender; informándolo en sus respectivas páginas.
Con estas acciones, Corporación Comerci espera terminar su deuda. Aprendiendo de su propia mala experiencia, la nueva compañía ya no tendría derivados financieros de ninguna especie. Hay planes, en todo caso, de vender el único restaurante que le quedaría a la nueva compañía.

## Detalles de la Compra-Venta a Soriana
La siguiente lista destaca las principales características de la compra-venta de la marca a Soriana, a partir del 04 de enero de 2016:
El acuerdo contempla, para Soriana:
- Operar 143 tiendas pertenecientes a Controladora Comercial Mexicana. Por orden de la COFECE, doce unidades no incluidas no podrán operar.
- Manejar en exclusiva la campaña Julio Regalado, utilizada previamente, en más de 700 tiendas previas a la compra.
- Soriana podrá utilizar por 24 meses los logotipos originales de Comercial Mexicana. Al terminar, deberá remodelar las tiendas para adaptarlas a formatos similares en su imagen.
- Preservar más de 19,400 empleados; quienes pasarán a formar parte de la plantilla de Soriana.
- Administrar y operar más de 2,300 inmuebles de centros comerciales; incluyendo sus estacionamientos; y
- Manejar 998,960 metros cuadrados de tienda adicionales a las sucursales que ya disponía.

Por el lado de La Comer; el acuerdo contempla:
- Rentar inmobiliariamente a Soriana 130 de los inmuebles salvados.
- Continuar operando catorce tiendas económicamente más rentables y resistentes a crisis locales; y
- Coordinar el monto de las inversiones para inaugurar, remodelar y rediseñar sus tiendas.